# 柬埔寨独立日
独立日是柬埔寨的国庆日，于每年11月9日举行。当天也是柬埔寨于1953年脱离法国正式独立。国庆庆典于该国首都金边的独立纪念碑举行，柬埔寨其他地方也同时会有各种庆祝活动

## 历史
法国自1863年以来开始殖民柬埔寨。在柬埔寨被法国殖民约80年左右后，诺罗敦·西哈努克国王于1949年开始向法国要求独立，并在1953年成功将柬埔寨从殖民国家中独立。也因为如此，柬埔寨公民将他称为“独立之父（ព្រះមហាវីរបុរសជាតិ - ព្រះបិតាឯករាជ្យជាតិ）”，以表扬其为柬埔寨独立所做出的贡献。

## 庆祝仪式
每年举行独立日对柬埔寨的全国人民来说是一个特别及欢乐的节日，因为高棉人成功从殖民国家手中争取独立，并在全国各地获得广泛庆祝，而官方仪式则于金边的独立纪念碑（វិមានឯករាជ្យ）举行。在当天柬埔寨所有领导人、国家组织和公共部门的代表将会参加于上午举行的庆祝仪式。独立纪念碑周围的道路也将会暂时关闭，以便为仪式腾出空间。庆祝仪式也将在国家电视台和电台播出，其他频道也可同时收看国家电视台的直播，因此该国人民都可以有机会观看这项仪式。
每个国家宫殿也以和柬埔寨独立相关的口号以及灯光照明装饰。而在晚上，位于皇宫前面的查托姆河（ទន្លេចតុមុខ）也会有烟火表演。因为当天为全国公假，所以许多游客和国民都会前往皇宫和其对面的错雷长瓦“Chroy Changvar”地区观赏烟火秀。